# Hipoclorito

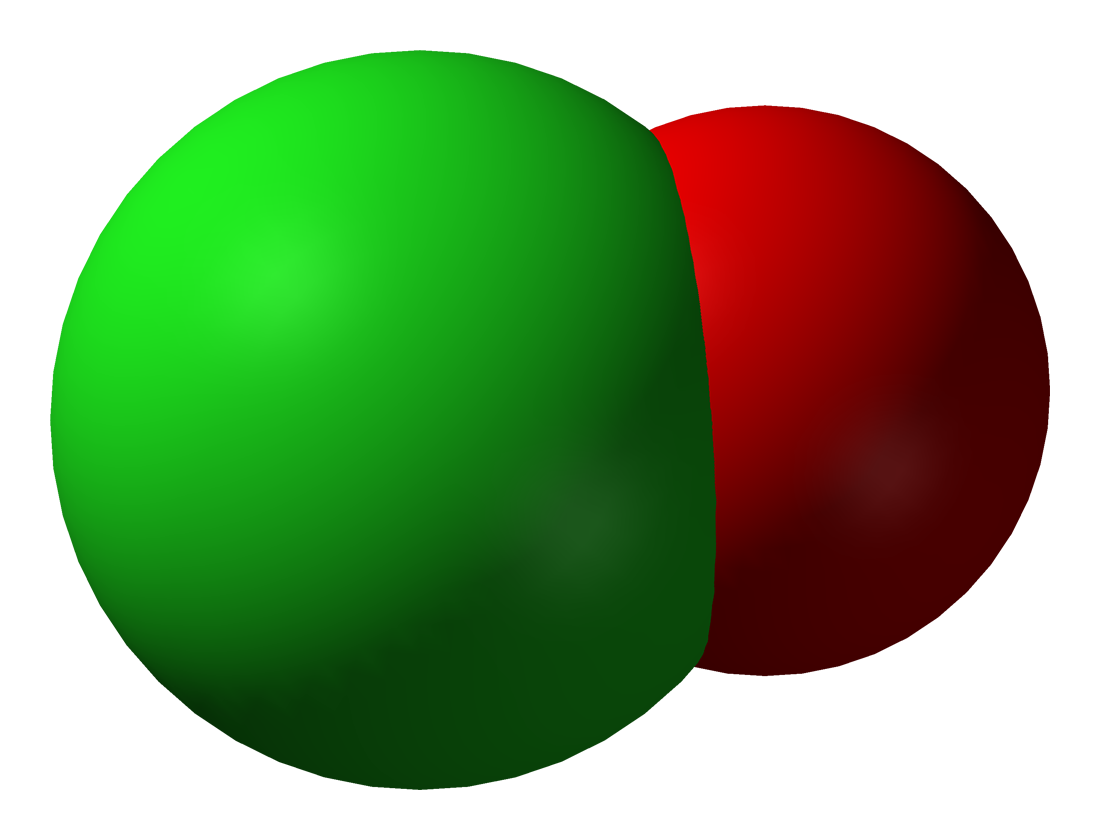
El ion hipoclorito, ClO^{−}

El Ion hipoclorito, también llamado monoxoclorato (I) o monoxoclorato (1-), es un oxoanión con un átomo de cloro en estado de oxidación +1, que tiene de fórmula química ClO−. También, un hipoclorito es un compuesto químico que contiene dicho ion.
Los hipocloritos son sales derivadas del ácido hipocloroso, HClO. Algunos ejemplos frecuentes de hipocloritos son hipoclorito de sodio (lejía o lavandina, cloro o agente blanqueante) e hipoclorito de calcio (lejía en polvo). Los hipocloritos son por lo habitual bastante inestables — por ejemplo, el hipoclorito de sodio no está disponible en forma sólida, ya que al eliminar el agua de una disolución de NaClO, sufre una reacción de dismutación y se convierte en una mezcla de cloruro de sodio y clorato de sodio. El calentamiento de una disolución de NaClO también produce esa reacción. El hipoclorito se descompone bajo la luz solar, dando cloruros y oxígeno.
Debido a su baja estabilidad, los hipocloritos son agentes oxidantes muy fuertes. Reaccionan con muchos compuestos orgánicos e inorgánicos.
Las reacciones con compuestos orgánicos son muy exotérmicas y pueden causar combustiones, por lo que los hipocloritos deben ser manejados con precaución. Pueden oxidar a los compuestos de manganeso, convirtiéndolos en permanganatos.

## Preparación
El hipoclorito de sodio, NaClO, se forma por dismutación de gas cloro que se hace burbujear a través de una disolución diluida de hidróxido de sodio a temperatura ambiente:
{\displaystyle Cl_{2(g)}\,+\,2\,NaOH_{(aq)}\longrightarrow NaCl_{(aq)}\,+\,NaClO_{(aq)}\,+\,H_{2}O_{(l)}}
También puede hacerse por electrólisis de disoluciones de cloruro de sodio, sin separar los productos obtenidos en los dos electrodos, que se sitúan próximos entre sí, mientras se agita la disolución.
La reacción de cloro con hidróxido de sodio concentrado, en caliente, da lugar a los aniones de cloro de mayor estado de oxidación:
{\displaystyle \,3\,Cl_{2(g)}\,+\,6\,NaOH_{(aq)}\longrightarrow 5\,NaCl_{(aq)}\,+\,NaClO_{3(aq)}\,+\,3\,H_{2}O_{(l)}}

## Química

### Reacción con ácidos
Los hipocloritos generan cloro gaseoso cuando se mezclan con ácidos diluidos. Por eso es importante no mezclar lejía con agua fuerte (ácido clorhídrico), dos productos de limpieza de uso doméstico. Los hipocloritos y los cloruros están en equilibrio con el cloro gaseoso:
2 H+ (aq) + ClO- (aq) + Cl- (aq)  Cl2 (g) + H2O (l)
Por lo tanto, según el principio de Le Châtelier, un pH elevado (presencia de pocos iones H+) desplaza la reacción hacia la izquierda al consumir los iones H+, y provoca la dismutación del cloro gaseoso en cloruro e hipoclorito, mientras que un pH bajo (presencia de muchos iones H+) desplaza la reacción a la derecha, provocando la liberación de gas cloro.

### Acción blanqueante
Los hipocloritos (especialmente, el hipoclorito de sodio y el hipoclorito de calcio) se usan en el hogar y en la industria como lejía para eliminar colorantes: para blanquear ropa, para aclarar el color del cabello y para eliminar las manchas. Esa propiedad la descubrió, en 1785, Claude Berthollet, químico francés.

## Acción desinfectante
Los hipocloritos también se usan ampliamente como desinfectantes y desodorantes de amplio espectro. Esta aplicación inició poco después de que Antoine Germain Labarraque, químico francés, descubrió estas propiedades alrededor de 1820 (antes incluso de que Louis Pasteur formulara su teoría de los gérmenes como causantes de las enfermedades).[cita requerida]

### Como agente oxidante
Los hipocloritos son los agentes oxidantes más fuertes entre los oxoaniones de cloro, capaces de oxidar a casi cualquier sustancia reductora.  Por ejemplo, oxida al ion Mn2+ y lo convierte en permanganato:
2 Mn2+ + 5 ClO- + 6 OH- → 2 MnO4- + 3 H2O + 5 Cl-

## Estabilidad
Los hipocloritos son los oxoaniones de cloro menos estables.  Muchos hipocloritos sólo existen en disolución, y no existen en forma pura, lo que también le ocurre al propio ácido hipocloroso (HClO).
Los hipocloritos sufren reacciones de dismutación. Al calentar un hipoclorito, se degrada en una mezcla de cloruro, oxígeno y otros oxoaniones de cloro (clorato, clorito...):
2 ClO- (aq) → 2 Cl- (aq) +  O2 (aq)
3 ClO- (aq) → 2 Cl- (aq) + ClO3- (aq)

## Otros oxoaniones
En las nomenclaturas sistemáticas de la IUPAC y de Stock, si aparece un número romano entre paréntesis, este indica el estado de oxidación del cloro en dicho ion o compuesto. En el moderno sistema de Ewens-Bassett, si aparece un número arábigo con signo entre paréntesis, este indica la carga del ion.
| Nombre tradicional | Nombre sistemático (IUPAC o Stock ) | Nombre Ewens-Bassett | Estado de oxidación | Fórmula |
| ------------------ | ----------------------------------- | -------------------- | ------------------- | ------- |
| Hipoclorito        | Monoxoclorato(I)                    | Monoxoclorato(1-)    | +1                  | ClO−    |
| Clorito            | Dioxoclorato(III)                   | Dioxoclorato(1-)     | +3                  | ClO2−   |
| Clorato            | Trioxoclorato(V)                    | Trixoclorato(1-)     | +5                  | ClO3−   |
| Perclorato         | Tetraoxoclorato(VII)                | Tetraxoclorato(1-)   | +7                  | ClO4−   |

Usando este convenio, "clorato" se refiere a cualquier oxoanión de cloro. Por ser la nomenclatura tradicional la más empleada, cuando hablamos de un clorato inespecíficamente, nos referimos de modo habitual al estado de oxidación +5.